# Marc Girardelli
Marc Girardelli (* 18. Juli 1963 in Lustenau, Vorarlberg) ist ein ehemaliger alpiner Skirennläufer aus Österreich, der während fast seiner gesamten Karriere für das Großherzogtum Luxemburg startete. Er gehört zu den erfolgreichsten Rennläufern: Er gewann fünfmal den Gesamtweltcup und 46 Weltcuprennen (Platz 5) bei 100 Podestplätzen (Platz 3). Darüber hinaus ist er einer der wenigen Athleten, die Sieger in allen alpinen Disziplinen wurden, und unter diesen jener mit den meisten Siegen bei den Herren. Bei Weltmeisterschaften gewann er elf Medaillen (vier Gold, vier Silber, drei Bronze), bei Olympischen Spielen wurde er zweimal Zweiter. Seit seinem Rücktritt im Jahr 1997 ist Girardelli als Unternehmer tätig.

## Sportkarriere
Girardelli, dessen Vorfahren aus Italien stammen, erlernte das Skifahren im Alter von fünf Jahren. 1971 nahm er an den ersten Kinderrennen teil und wurde im selben Jahr Vorarlberger Slalom-Landesmeister seiner Alterskategorie. 1975 und 1977 siegte er beim Trofeo Topolino. 1976 wechselte er als Zwölfjähriger vom österreichischen zum luxemburgischen Skiverband, da Vater Helmut Girardelli dem Österreichischen Skiverband vorwarf, seinen Sohn zu wenig zu fördern.
1978 fuhr Girardelli die ersten FIS-Rennen und besuchte bis zu diesem Jahr das Realgymnasium im vorarlbergerischen Dornbirn. Die Matura holte er bis 1987 mit einem Fernstudium nach. Am 26. Februar 1980 startete er zum ersten Mal in einem Weltcuprennen, dem Riesenslalom in Waterville Valley, und fuhr auf den 13. Platz. Knapp ein Jahr später, am 25. Jänner 1981, erreichte er als Zweiter des Slaloms in Wengen seinen ersten Podestplatz. In der Saison 1981/82 folgten vier weitere Podestplätze im Riesenslalom. Seinen ersten Weltcupsieg konnte er am 27. Februar 1983 feiern, als er den Slalom im nordschwedischen Gällivare gewann.

### Keine Startberechtigung für die Olympischen Spiele 1984
Ende der Saison 1982/83 erlitt Girardelli so schwere Verletzungen am linken Knie, dass er dieses seither nicht mehr richtig anwinkeln kann und von der Versicherung zu 15 Prozent als Teilinvalide erklärt wurde. Trotz dieser Beeinträchtigung konnte Girardelli seine Leistungen steigern, gewann in der Saison 1983/84 fünf Slaloms, wurde damit auch Erster der Slalom-Wertung und Dritter im Gesamtweltcup. Bei den Olympischen Winterspielen 1984 in Sarajevo war er nicht startberechtigt, da er nicht Staatsbürger von Luxemburg war (die luxemburgische Staatsangehörigkeit erhielt er erst 1987).

### Erstmalige Weltmeisterschaftsteilnahme und erster Gesamtweltcupsieg 1985
Bei den Skiweltmeisterschaften 1985 in Bormio durfte Girardelli hingegen an den Start gehen; eine von Marc Hodler, dem Präsidenten des Internationalen Ski-Verbandes (FIS), am 31. Jänner 1985 erteilte Verfügung machte dies möglich. Begründet wurde es damit, dass das Gesuch auf die luxemburgische Staatsbürgerschaft eingebracht worden und damit das Verfahren im Laufen sei. Girardelli wurde Zweiter im Slalom und Dritter im Riesenslalom. Im Weltcup gewann er 1984/85 elf Rennen (darunter sieben Slaloms und seine ersten beiden Siege im Super-G) und wurde mit großem Vorsprung zum ersten Mal Gesamtweltcupsieger, hinzu kamen der erste Platz in der Riesenslalom- und in der Slalom-Wertung. 1985/86 entschied er erneut die Gesamtwertung für sich, obwohl er lediglich einen Super-G und zwei Kombinationen gewinnen konnte.
Die Leistungen im Slalom, Girardellis einst stärkster Disziplin, ließen nach. Stattdessen konzentrierte er sich vermehrt auf die schnelleren Disziplinen (am 7. Dezember 1985 hatte er in Val-d’Isère in seinem 125. Weltcup-Rennen mit Rang 2 seinen ersten Podestplatz in der Abfahrt erzielt). Bei den Skiweltmeisterschaften 1987 in Crans-Montana gewann er drei Medaillen, auf die goldene in der Kombination folgten zwei silberne im Super-G und im Riesenslalom. Ganz am Schluss der Saison 1986/87 erzielte er drei Weltcupsiege und beendete den Gesamtweltcup auf dem zweiten Platz. Die Saison 1987/88 verlief nicht nach Wunsch. 
Das einzige zählbare Ergebnis bei den Olympischen Winterspielen 1988 in Calgary war der neunte Platz in der Abfahrt. Für dieses Großereignis hatte es aber der Genehmigung durch das IOC bedurft, dessen Exekutivrat am 10. Dezember 1987 die Starterlaubnis erteilte (gleichzeitig auch für Ingemar Stenmark und 16 weitere Athleten). Erst fast am Ende der Saison erreichte er mit fünf Podestplätzen wieder sein gewohntes Leistungsniveau.

### Leistungshoch ab 1988/89
Im Winter 1988/89 gehörte Girardelli wieder zu den besten Skirennläufern der Welt. Er gewann acht Weltcuprennen, darunter vorerst den Slalom am 6. Dezember in Sestriere, was deshalb eine Überraschung war, weil er mittlerweile in der Disziplinen-Weltrangliste auf Rang 38 abgerutscht war und seit 23. März 1985 keinen Slalomsieg errungen hatte. 
Im Jänner gelangen ihm Siege bei den „großen“ Klassikern, der Hahnenkamm-Abfahrt in Kitzbühel und den beiden Lauberhorn-Abfahrten in Wengen. In allen Disziplinen stand er mindestens einmal ganz oben auf dem Podest; er war der erste Mann, dem dies in einer Saison gelungen ist. Daher gehört Girardelli neben Pirmin Zurbriggen, Günther Mader, Kjetil André Aamodt und Bode Miller zum kleinen Kreis der männlichen Skiathleten, die in allen fünf Disziplinen Weltcuprennen gewinnen konnten. 
Bei den Skiweltmeisterschaften 1989 in Vail verteidigte er seinen Weltmeistertitel in der Kombination und gewann im Slalom die Bronzemedaille. Schon mit seinem Sieg am 26. Februar 1989 in Whistler stand er bereits – zum dritten Mal – als Sieger des Gesamtweltcups fest, zudem sicherte er sich jeweils zum ersten Mal den Abfahrts- und Kombinations-Weltcup. Er wurde 1989 zum ersten Mal von der Internationalen Vereinigung der Ski-Journalisten (AIJS) mit dem Skieur d’Or geehrt, 1991 erhielt er diese Auszeichnung ein zweites Mal.
Im Dezember 1989 stürzte Girardelli im Super-G von Sestriere schwer und zog sich – wie es zunächst schien – eine Rückenprellung zu. Diese stellte sich dann aber wenige Wochen später als Muskelfaserriss am Beckenrandknochen heraus, was eine Operation erforderlich machte. Wegen der einseitigen Belastung musste er sich auch am linken Knie operieren lassen. Die Rehabilitationsphase nutzte er, um die Fluglizenz für Helikopter zu erwerben.

### Erstes Einzelgold bei den Weltmeisterschaften 1991
Im Winter 1990/91 konnte er seine Siegesserie fortsetzen: Er gewann drei Weltcuprennen, die Slalom-Goldmedaille bei den Skiweltmeisterschaften 1991 in Saalbach-Hinterglemm, zum vierten Mal den Gesamtweltcup sowie die Weltcupwertungen im Slalom und in der Kombination.
Die Saison 1991/92 verlief mit einem einzigen Weltcupsieg im Vergleich zum Vorwinter weniger erfolgreich. Bei den Olympischen Winterspielen 1992 in Albertville verpasste Girardelli den angestrebten Olympiasieg knapp und wurde im Super-G und im Riesenslalom jeweils Zweiter. In der Saison 1992/93 erwies sich Girardelli erneut als bester Skirennläufer der Welt und entschied mit nur drei Siegen und trotz gerissenem Kreuzband zum fünften Mal den Gesamtweltcup für sich. Bei den Skiweltmeisterschaften 1993 in Morioka kamen nochmals zwei Medaillen hinzu, Silber im Slalom und Bronze in der Kombination.
Im Winter 1993/94 reichte es nur noch für einen Sieg in einem Super-G. Ohne eine einzige Abfahrt gewonnen zu haben, lag er am Ende der Saison auf dem ersten Platz der Abfahrts-Wertung. Bei den Olympischen Winterspielen 1994 in Lillehammer wurde er Vierter im Super-G und Fünfter in der Abfahrt. 1995 war Girardelli gesundheitlich angeschlagen, konnte aber zwei Weltcup-Kombinationswertungen gewinnen.

### Letzter großer Erfolg und Rücktritt 1997
Seinen letzten großen Erfolg feierte er bei den Skiweltmeisterschaften 1996 in der Sierra Nevada mit dem Gewinn des dritten Weltmeistertitels in der Kombination. Nach einer erneuten schweren Knieverletzung im Dezember 1996 entschloss er sich, seine sportliche Karriere zu beenden. Den Rücktritt gab er während der Skiweltmeisterschaften 1997 in Sestriere am 10. Februar 1997 bekannt.

## Weitere Tätigkeiten
Nach seinem Rücktritt vom Spitzensport wurde Girardelli als Unternehmer tätig und wandte sich dem Tourismus zu. Sein „Alpenhotel“ auf dem Bödele oberhalb von Dornbirn brannte im September 2001 teilweise nieder, im Jänner 2005 verkaufte er die Brandruine. Girardelli initiierte den Bau des im Jänner 2001 eröffneten Alpincenters in Bottrop, der längsten Skihalle der Welt. 
Nachdem das Unternehmen beinahe hatte Insolvenz anmelden müssen, trat er im Februar 2004 als Geschäftsführer zurück und verkaufte seine Anteile an den niederländischen Hotelkonzern Van der Valk.
Seit 2004 organisiert Girardelli Skievents in verschiedensten Skigebieten in Europa und auch in Portillo in Chile. Zusätzlich nahm er eine Beratungsposition beim Bulgarischen Skiverband an und promotet seitdem auch die Skigebiete Bansko und Witoscha nahe der bulgarischen Hauptstadt Sofia. Seit 2005 gibt er eine eigene Kinderskimode-Linie heraus, die den Namen Marc Girardelli Skiwear trägt.
Zusammen mit der Autorin Michaela Grünig veröffentlichte Girardelli die Kriminalromane Abfahrt in den Tod (2017), Mordsschnee (2017) und Eiskalte Spiele (2018), in denen der fiktive Schweizer Skistar Marc Gassmann in Kriminalfälle rund um den Skiweltcup bzw. die Olympischen Spiele verwickelt wird. Außerdem schrieb er eine Geschichte in der Anthologie Schaurige Orte in der Schweiz – Unheimliche Geschichten (Herausgeber Lutz Kreutzer), in welcher er die Brutalität des Skizirkus literarisch aufgreift.
Ab Beginn der Saison 2017/18 war er beim Schweizer Fernsehen als Co-Kommentator tätig. Die Zusammenarbeit wurde jedoch am 5. Jänner 2018 mit sofortiger Wirkung und im gegenseitigen Einvernehmen beendet.
Am 17. Dezember 2018 präsentierte sich Girardelli bei einem Treffen im bulgarischen Umweltministerium als Eigentümer von 100 % der Aktien der Offshorefirma T.A.K. Services Limited, die im Besitz von 87,8 % des Kapitals von Julen AD ist. Die Firma ist Konzessionsnehmer der Skipisten und Skilifte in Bansko und wird seit mehr als zehn Jahren für zahlreiche Umweltvergehen im Nationalpark Pirin verantwortlich gemacht. Das massive Wachstum des Skigebiets hat zu Kritik von Umweltorganisationen geführt. 
Girardelli wies darauf hin, der Kaufpreis sei „interessant“ gewesen, weil es viele negative Nebengeräusche gegeben habe, die den Fonds zum Verkauf zwangen.

## Erfolge

### Olympische Spiele
- Calgary 1988: 9. Abfahrt, 20. Riesenslalom
- Albertville 1992: 2. Super-G, 2. Riesenslalom
- Lillehammer 1994: 4. Super-G, 5. Abfahrt

### Weltmeisterschaften
- Alpine Skiweltmeisterschaften 1985: 2. Slalom, 3. Riesenslalom
- Alpine Skiweltmeisterschaften 1987: 1. Kombination, 2. Super-G, 2. Riesenslalom, 4. Slalom, 7. Abfahrt
- Alpine Skiweltmeisterschaften 1989: 1. Kombination, 3. Slalom, 4. Riesenslalom, 14. Super-G
- Alpine Skiweltmeisterschaften 1991: 1. Slalom, 5. Riesenslalom, 9. Abfahrt
- Alpine Skiweltmeisterschaften 1993: 2. Slalom, 3. Kombination, 7. Riesenslalom
- Alpine Skiweltmeisterschaften 1996: 1. Kombination, 18. Abfahrt, 18. Super-G

### Weltcupwertungen
Marc Girardelli hat fünfmal den Gesamtweltcup gewonnen (1985, 1986, 1989, 1991, 1993), dazu kommen zehn weitere Siege in Disziplinenwertungen.
| Saison  | Gesamt | Gesamt | Abfahrt | Abfahrt | Super-G | Super-G | Riesenslalom | Riesenslalom | Slalom | Slalom | Kombination | Kombination |
| Saison  | Platz  | Punkte | Platz   | Punkte  | Platz   | Punkte  | Platz        | Punkte       | Platz  | Punkte | Platz       | Punkte      |
| ------- | ------ | ------ | ------- | ------- | ------- | ------- | ------------ | ------------ | ------ | ------ | ----------- | ----------- |
| 1979/80 | 84.    | 3      | –       | –       | –       | –       | 32.          | 3            | –      | –      | –           | –           |
| 1980/81 | 26.    | 51     | –       | –       | –       | –       | 23.          | 11           | 15.    | 40     | –           | –           |
| 1981/82 | 6.     | 121    | –       | –       | –       | –       | 3.           | 77           | 8.     | 44     | –           | –           |
| 1982/83 | 4.     | 168    | –       | –       | –       | –       | 6.           | 52           | 7.     | 69     | 3.          | 47          |
| 1983/84 | 3.     | 222    | –       | –       | –       | –       | 4.           | 92           | 1.     | 125    | 34.         | 5           |
| 1984/85 | 1.     | 262    | 19.     | 17      | –       | –       | 1.           | 120          | 1.     | 125    | –           | –           |
| 1985/86 | 1.     | 294    | 4.      | 76      | 3.      | 56      | 5.           | 57           | 11.    | 45     | 2.          | 60          |
| 1986/87 | 2.     | 190    | 10.     | 56      | 2.      | 65      | 5.           | 65           | 28.    | 10     | –           | –           |
| 1987/88 | 5.     | 142    | 7.      | 59      | 4.      | 38      | 13.          | 30           | 23.    | 15     | –           | –           |
| 1988/89 | 1.     | 407    | 1.      | 139     | 5.      | 46      | 5.           | 66           | 3.     | 106    | 1.          | 50          |
| 1989/90 | 25.    | 64     | –       | –       | 12.     | 23      | 15.          | 41           | –      | –      | –           | –           |
| 1990/91 | 1.     | 242    | 28.     | 8       | 10.     | 15      | 3.           | 84           | 1.     | 110    | 1.          | 25          |
| 1991/92 | 3.     | 996    | 13.     | 182     | 2.      | 296     | 7.           | 210          | 12.    | 228    | 11.         | 80          |
| 1992/93 | 1.     | 1379   | 6.      | 331     | 5.      | 216     | 3.           | 372          | 13.    | 160    | 1.          | 300         |
| 1993/94 | 2.     | 1007   | 1.      | 556     | 2.      | 275     | 19.          | 122          | 29.    | 54     | –           | –           |
| 1994/95 | 4.     | 744    | 24.     | 73      | 10.     | 111     | 18.          | 91           | 9.     | 269    | 1.          | 200         |
| 1995/96 | 22.    | 326    | 47.     | 25      | 51.     | 8       | 23.          | 81           | 20.    | 112    | 2.          | 100         |
| 1996/97 | 115.   | 12     | –       | –       | –       | –       | 49.          | 6            | 58.    | 6      | –           | –           |

### Weltcupsiege
Insgesamt hat Marc Girardelli 46 Weltcuprennen gewonnen (3 Abfahrten, 9 Super-G, 7 Riesenslaloms, 16 Slaloms, 11 Kombinationen).
| Datum           | Ort       | Land       |
| --------------- | --------- | ---------- |
| 13. Jänner 1989 | Kitzbühel | Österreich |
| 20. Jänner 1989 | Wengen    | Schweiz    |
| 21. Jänner 1989 | Wengen    | Schweiz    |

| Datum             | Ort                    | Land        |
| ----------------- | ---------------------- | ----------- |
| 17. Dezember 1984 | Madonna di Campiglio   | Italien     |
| 27. Jänner 1985   | Garmisch-Partenkirchen | Deutschland |
| 5. Februar 1986   | Crans-Montana          | Schweiz     |
| 1. März 1987      | Furano                 | Japan       |
| 15. März 1987     | Calgary                | Kanada      |
| 26. Februar 1989  | Whistler               | Kanada      |
| 8. Dezember 1991  | Val-d’Isère            | Frankreich  |
| 12. Jänner 1993   | St. Anton am Arlberg   | Österreich  |
| 23. Jänner 1994   | Wengen                 | Schweiz     |

| Datum             | Ort                    | Land        |
| ----------------- | ---------------------- | ----------- |
| 15. Dezember 1985 | Alta Badia             | Italien     |
| 7. Februar 1986   | St. Anton am Arlberg   | Österreich  |
| 15. Jänner 1989   | Kitzbühel              | Österreich  |
| 22. Jänner 1989   | Wengen                 | Schweiz     |
| 13. Jänner 1991   | Kitzbühel              | Österreich  |
| 10. Jänner 1993   | Garmisch-Partenkirchen | Deutschland |
| 17. Jänner 1993   | Lech                   | Österreich  |
| 24. Jänner 1993   | Veysonnaz              | Schweiz     |
| 15. Jänner 1995   | Kitzbühel              | Österreich  |
| 22. Jänner 1995   | Wengen                 | Schweiz     |
| 21. Jänner 1996   | Veysonnaz              | Schweiz     |

| Datum             | Ort           | Land        |
| ----------------- | ------------- | ----------- |
| 11. Dezember 1984 | Sestriere     | Italien     |
| 10. März 1985     | Aspen         | USA         |
| 22. März 1987     | Sarajevo      | Jugoslawien |
| 17. Jänner 1989   | Adelboden     | Schweiz     |
| 15. Jänner 1991   | Adelboden     | Schweiz     |
| 13. Dezember 1992 | Alta Badia    | Italien     |
| 20. Dezember 1992 | Kranjska Gora | Slowenien   |

| Datum             | Ort             | Land        |
| ----------------- | --------------- | ----------- |
| 27. Februar 1983  | Gällivare       | Schweden    |
| 16. Jänner 1984   | Parpan          | Schweiz     |
| 22. Jänner 1984   | Kitzbühel       | Österreich  |
| 5. Februar 1984   | Borowez         | Bulgarien   |
| 18. März 1984     | Åre             | Schweden    |
| 24. März 1984     | Oslo            | Norwegen    |
| 2. Dezember 1984  | Sestriere       | Italien     |
| 4. Jänner 1985    | Bad Wiessee     | Deutschland |
| 13. Jänner 1985   | Kitzbühel       | Österreich  |
| 21. Jänner 1985   | Wengen          | Schweiz     |
| 16. Februar 1985  | Kranjska Gora   | Jugoslawien |
| 20. März 1985     | Park City       | USA         |
| 23. März 1985     | Heavenly Valley | USA         |
| 6. Dezember 1988  | Sestriere       | Italien     |
| 17. Dezember 1988 | Kranjska Gora   | Jugoslawien |
| 13. Jänner 1991   | Kitzbühel       | Österreich  |

## Auszeichnungen
- 1988, 1989, 1991, 1993, 1994 und 1996: Luxemburgischer Sportler des Jahres
- 1989 und 1991: Skieur d’Or
- 1998: Ehrenring der Gemeinde Lustenau

## Quelle
- Internationales Sportarchiv, Ausgabe 21/1997 (Munzinger-Archiv)